# Petaure esquirol
El petaure esquirol (Petaurus norfolcensis) és un mamífer planador de la família marsupial dels petàurids. És una de les espècies del gènere Petaurus.
Com la majoria de petaures, el petaure esquirol és endèmic d'Austràlia. És unes dues vegades més gran que el seu parent, el petaure del sucre (P. breviceps). S'alimenta principalment de fruits i insectes. Pot planar fins a quinze metres d'un arbre a l'altre, però no sol planar en captivitat.
El petaure del sucre i el petaure gràcil són espècies similars.